# Busson (Alt Marne)
Busson és un municipi francès situat al departament de l'Alt Marne i a la regió del Gran Est. L'any 2007 tenia 41 habitants.

## Demografia

### Població
El 2007 la població de fet de Busson era de 41 persones. Hi havia 16 famílies de les quals 4 eren unipersonals (4 dones vivint soles i 4 dones vivint soles), 4 parelles sense fills i 8 parelles amb fills.
La població ha evolucionat segons el següent gràfic:
Habitants censats

### Habitatges
El 2007 hi havia 25 habitatges, 15 eren l'habitatge principal de la família, 7 eren segones residències i 3 estaven desocupats. Tots els 25 habitatges eren cases. Dels 15 habitatges principals, 14 estaven ocupats pels seus propietaris i 1 estava llogat i ocupat pels llogaters; 3 tenien quatre cambres i 12 en tenien cinc o més. 11 habitatges disposaven pel capbaix d'una plaça de pàrquing. A 4 habitatges hi havia un automòbil i a 8 n'hi havia dos o més.

### Piràmide de població
La piràmide de població per edats i sexe el 2009 era:
| Homes | Edats   | Dones |
| ----- | ------- | ----- |
| 0     | 95 o +  | 0     |
| 0     | 90 a 94 | 0     |
| 0     | 85 a 89 | 4     |
| 4     | 80 a 84 | 0     |
| 0     | 75 a 79 | 0     |
| 0     | 70 a 74 | 4     |
| 0     | 65 a 69 | 0     |
| 0     | 60 a 64 | 0     |
| 4     | 55 a 59 | 4     |
| 0     | 50 a 54 | 0     |
| 0     | 45 a 49 | 0     |
| 0     | 40 a 44 | 0     |
| 0     | 35 a 39 | 0     |
| 0     | 30 a 34 | 0     |
| 4     | 25 a 29 | 0     |
| 0     | 20 a 24 | 0     |
| 0     | 15 a 19 | 0     |
| 0     | 10 a 14 | 0     |
| 0     | 5 a 9   | 0     |
| 0     | 0 a 4   | 0     |

## Economia
El 2007 la població en edat de treballar era de 27 persones, 19 eren actives i 8 eren inactives. De les 19 persones actives 16 estaven ocupades (10 homes i 6 dones) i 3 estaven aturades (2 homes i 1 dona). De les 8 persones inactives 4 estaven jubilades, 1 estava estudiant i 3 estaven classificades com a «altres inactius».
Activitats econòmiques
L'any 2000 a Busson hi havia 3 explotacions agrícoles que ocupaven un total de 702 hectàrees.

## Poblacions més properes
El següent diagrama mostra les poblacions més properes.